# Баслата
Басла́та (абх. Баслаҭа, груз. ბესლეთი [Бесле́ти]) — село в Абхазии, в Сухумском районе частично признанной Республики Абхазия, согласно административному делению Грузии — в Сухумском муниципалитете Абхазской Автономной Республики, у северо-восточной окраины города Сухум.

## Население
| Численность населения | Численность населения | Численность населения | Численность населения |
| 1886                  | 1959                  | 1989                  | 2011                  |
| --------------------- | --------------------- | --------------------- | --------------------- |
| 425                   | ↗1211                 | ↗2198                 | ↗2290                 |

По данным 1959 года в селе Беслети (Баслата) жило 1211 человек, в основном грузины (в Беслетском сельсовете в целом — 7810 человек, также в основном грузины).
В 1989 году в селе Беслети (Баслата) проживало 2198 человек, также в основном грузины.
По данным переписи 2011 года численность населения сельского поселения (сельской администрации) Баслата составила 2290 жителей, из них 53,7 % — абхазы (1230 человек), 33,0 % — армяне (755 человек), 7,5 % — русские (171 человек), 2,1 % — грузины (47 человек), 1,5 % — греки (35 человек), 0,6 % — украинцы (13 человек), 1,7 % — другие (39 человек).

## Администрация
Сельской администрации Баслата подчинены сёла:
- Баслата (Беслети) — 2198 чел. (1989);
- Нижняя Бирцха (абх. Аладаҭәы Бырцхә; ранее — Квемо Бирцха) — 1561 чел. (1989) — к западу от Баслаты;
- Верхняя Бирцха (абх. Аҩадаҭәы Бырцхә; ранее — Земо Бирцха) — 2999 чел. (1989) — к северо-западу от Баслаты;
- Абжаква (Абжакуа; абх. Абжьакәа) — 1347 чел. (1989) — к северо-востоку от Баслаты;
- Гварда — 156 чел. (1989) — к северо-востоку от Баслаты и Абжаквы.